# Szakurai Takao
Szakurai Takao (桜井 孝雄; Hepburn: Takao Sakurai; Szavara, Csiba, 1941. szeptember 25. – Tokió, 2012. január 10.) olimpiai bajnok japán ökölvívó. Az 1964. évi nyári olimpiai játékokon aranyérmet szerzett harmatsúlyban.

## Élete és pályafutása
Középiskolában kezdett bokszolni, szülei előtt titokban tartva az edzéseit. Bár nem volt edző a középiskolájában, mégis megnyerte az országos középiskolai bokszbajnokságot harmatsúlyban 1960-ban. A Csúó Egyetemre nyert felvételt, majd 1963-ban harmatsúlyú országos amatőr bajnok lett.
Olimpiai aranyérme után profi bokszolónak állt, a Miszako Ökölvívóteremnél kezdett, 1965-ben. Egymás után 22-szer győzött, de nem tudta levetkőzni amatőr bokszstílusát, 32 profi meccséből csupán négyszer győzött kiütéssel.
1970-ben visszavonult a versenyzéstől, saját termet alapított, ahol edzőként dolgozott. Nyelőcsőrákban hunyt el 2012-ben.

### Olimpiai szereplése
| Versenyző      | Versenyszám | Selejtező         | 32-es főtábla            | Nyolcaddöntő            | Negyeddöntő              | Elődöntő                         | Döntő                                    | Helyezés |
| Versenyző      | Versenyszám | Ellenfél Eredmény | Ellenfél Eredmény        | Ellenfél Eredmény       | Ellenfél Eredmény        | Ellenfél Eredmény                | Ellenfél Eredmény                        | Helyezés |
| -------------- | ----------- | ----------------- | ------------------------ | ----------------------- | ------------------------ | -------------------------------- | ---------------------------------------- | -------- |
| Szakurai Takao | Harmatsúly  |                   | Brian Packer (GBR) · 4-1 | Isaac Aryee (GHA) · 5-0 | Nicolae Puiu (ROU) · 5-0 | Washington Rodríguez (URU) · 5-0 | Csong Sindzso (Jeong Sin-jo) (KOR) · RSC |          |

## Fordítás
- Ez a szócikk részben vagy egészben  a   Takao Sakurai című angol Wikipédia-szócikk fordításán alapul.  Az eredeti cikk szerkesztőit annak laptörténete sorolja fel. Ez a jelzés csupán a megfogalmazás eredetét és a szerzői jogokat jelzi, nem szolgál a cikkben szereplő információk forrásmegjelöléseként.